# Maniaplanet
Maniaplanet (stylisé maniaplanet) est une plate-forme de jeu, de distribution de contenu en ligne et de gestion des jeux développée par Nadeo. Elle permet d'accéder aux jeux, mais aussi de créer du contenu, de le partager, et de communiquer avec la communauté.
Le premier environnement de jeu publié est TrackMania²: Canyon le 14 septembre 2011, puis TrackMania²: Stadium est édité le 20 juin 2013, suivi de TrackMania²: Valley le 4 juillet 2013. Le dernier opus de cette franchise commercialisé est TrackMania²: Lagoon, édité le 23 mai 2017. ShootMania Storm est édité le 10 avril 2013.
Maniaplanet est plutôt bien accueilli lors de sa sortie, malgré un nombre de titres proposés limité. Par la suite, son austérité et sa complexité lui sont souvent reprochées.

## Description
La plate-forme Maniaplanet, développée par Nadeo, accueille tous ses jeux TrackMania² ainsi que ShootMania Storm (et QuestMania, un RPG en développement)). Celle-ci permet d'accéder aux jeux de la franchise et aux différentes fonctionnalité de création et de partage communautaire,. Elle centralise toutes les applications permettant aux joueurs de créer et de partager leurs contenus, tel que l'éditeur de niveau qui permet de créer des circuits personnalisés, l'éditeur de peinture qui permet de personnaliser les voitures, ou l'éditeur de replay qui permet de créer des vidéos,. La plate-forme propose également l'éditeur de mesh, introduit lors de sa parution dans sa version 4, à l'occasion de la commercialisation de TrackMania²: Lagoon en mai 2017. Maniaplanet a donc pour objectif de permettre au joueur de se connecter à une plate-forme et de trouver différent gameplay ou jeux. C'est aussi un moyen pour les joueurs de se retrouver, mais aussi pour Nadeo de garder le contact avec eux. Maniaplanet propose également un outil de création d'armes (ou de projectiles).
L'interface se présente sous la forme d'une page qui comporte différentes vignettes, dont chacune correspond à un jeu. Le joueur doit cliquer sur l'une d'entre-elles pour accéder à un jeu. L'interface est dotée de nombreuses fonctionnalités.
Maniaplanet intègre une sorte de réseau social appelé Mania Home informant les joueurs sur l'actualité TrackMania, et qui offre un espace de discussion interne. Elle propose un espace pour le partage appelé Mania Space, un espace de gestion des serveurs appelé Mania Live et ManiaLib,, ainsi que des pages personnelles pour les joueurs, destinées à leur permettre de gérer leur contenu comme leur création ou la monnaie virtuelle. Les ManiaLink sont toujours actifs. Mania Pub regroupe des publicités régionalisées et liées aux jeux, des liens vers des sites spécialisés, des boutiques de circuits,. Mania Club est une fonctionnalité qui permet de créer des clubs, puis entre autres de s'affronter.
Grâce à Maniaplanet, les joueurs peuvent créer des « titres », auxquels sont rattachés un environnement. Un titre est un pack de données pouvant regrouper des textures personnalisées, des modèles 3D, des objets 3D, des fichiers sons, des modes de jeux et des interfaces personnalisés par exemple. De ce fait, un titre peut aller de la simple modification d'un mode de jeu existant (en ajouter des items par exemple), jusqu'à devenir une toute nouvelle expérience.

## Développement
Parallèlement au jeu TrackMania², Nadeo développe la plate-forme Maniaplanet depuis 2009, qui accueille tous ses jeux TrackMania² (également ShootMania),. Nadeo et Ubisoft la dévoilent 14 juin 2010. Celle-ci permet d'accéder aux jeux de la franchise et aux différentes fonctionnalité de création ou de partage communautaire,. Les trois premières versions de Maniaplanet sont créées en près d'une année chacune. La première version est officiellement proposée au public le 14 septembre 2011, jour de la sortie de TrackMania²:Canyon,. Entrée en version alpha le 28 mai 2012, Maniaplanet 2.0 est publié le 4 juillet qui suit. Outre des améliorations techniques, cette version apporte de nouveaux blocs de construction. Maniaplanet 3 est publié le 30 avril 2014. La version 4 de Maniaplanet est publiée le jour de l'annonce de la sortie du jeu TrackMania²: Lagoon, le 9 mai 2017. Elle bénéficie de nombreuses améliorations. Le moteur de jeu est optimisé et reçoit de nombreuses améliorations techniques. Le moteur affiche plus d'images par seconde qu'auparavant. Maniaplanet permet à Nadeo de publier les environnements épisodiquement, et notamment de les intercaler avec ceux de ShootMania Storm. Alors que pour la série originale, le studio publie de nombreuses extensions améliorant les jeux. Cette forme d'édition permet de mieux développer les différents environnements en laissant plus de temps pour travailler dessus.

## Ludothèque
Le premier environnement de jeu publié sur Maniaplanet est TrackMania²: Canyon le 14 septembre 2011, puis TrackMania²: Stadium est édité le 20 juin 2013, suivi de TrackMania²: Valley le 4 juillet 2013. Le dernier opus de cette franchise commercialisé est TrackMania²: Lagoon, édité le 23 mai 2017. ShootMania Storm est édité le 10 avril 2013.
| Date | Titre                | Genre         |
| ---- | -------------------- | ------------- |
| 2011 | TrackMania²: Canyon  | Jeu de course |
| 2013 | ShootMania Storm     | FPS           |
| 2013 | TrackMania²: Stadium | Jeu de course |
| 2013 | TrackMania²: Valley  | Jeu de course |
| 2017 | TrackMania²: Lagoon  | Jeu de course |

## Accueil
Maniaplanet est plutôt bien accueilli lors de sa sortie, malgré un nombre de titres proposés limité,. Par la suite, son austérité et sa complexité lui sont souvent reprochées,,.
Dès la sortie de TrackMania²: Canyon, Eurogamer juge la navigation dans les menus avec une manette de jeu de « frustrante ». GameSpot estime que le jeu met l'accent sur la communauté, grâce à Maniaplanet, la « plate-forme Facebook à partir de laquelle le jeu est lancé ». Le site note un certain manque d'accessibilité. Jeuxvideo.com regrette que la totalité de l'interface n'ait pas été repensée, notamment en ligne où une hiérarchisation de l'information aurait été nécessaire. Edge comme PC Gamer jugent l'usage du Maniascript et de l'éditeur très mal documenté. GameSpot remarque que l'aspect édition peut être complexe, et nécessiter d'aller trouver les informations sur Internet. Gamekult regrette également cet aspect, notamment pour les nouveaux joueurs qui ne connaissent pas l'univers TrackMania, bien que toutes les informations utiles soient disponibles sur les divers forum de discussion officiels.

### Interviews
1. ↑  ManiaNews, « #5 of 8 : Interview of Florent Castelnerac : About Maniaplanet », sur YouTube, 26 juillet 2011.
2. 1 2 3 4 5  « [tmActu] Interview Florent Castelnerac : Les Outils développes par Nadeo [FR] », sur YouTube, 15 août 2011.
3. 1 2  « [tmActu] Interview Florent Castelnerac : Conclusion [FR] », sur YouTube, 15 août 2011.
4. ↑  Niko, « 3 questions à ... Florent Castelnerac (Nadeo) », sur Factornews, 21 septembre 2011.
5. ↑  (en) Mania-actu, « Hylis interview at Paris Games Week 2013 », sur YouTube, 15 novembre 2013.

### Ressources secondaires
1. 1 2  Niko, « Trackmania 2 : une bêta en juillet, un trailer maintenant », sur Factornews, 27 avril 2011.
2. 1 2  Niko, « E3 : Conférence Ubisoft : les absents », sur Factornews, 15 juin 2010.
3. 1 2  Rupan, « Aperçu TrackMania² : Canyon sur PC », sur Jeuxvideo.com, 9 mai 2011.
4. 1 2 3  Florian Viel, « Preview TrackMania 2 Canyon », sur JeuxActu, 27 avril 2011.
5. 1 2  Nourdine Nini, « TrackMania 2 Lagoon se montre en vidéo et images, Maniaplanet se met à jour », sur Gameblog, 10 mai 2017.
6. 1 2 3  Erwan Lafleuriel, « Maniaplanet, Shootmania et Trackmania 2, nos impressions globales », sur Gameblog, 5 novembre 2012.
7. ↑  Faskil, « E3 10 > Ubisoft annonce ManiaPlanet », sur Gameblog, 15 juin 2010.
8. ↑  (de) Heiko Klinge, « TrackMania 2 im Test - Rennspielwahnsinn hoch drei », sur GameStar, 16 juillet 2013.
9. 1 2  CBL, « TM 2 : sans arme, ni haine, ni license », sur Factornews, 14 septembre 2011.
10. ↑  (en) Brenna Hillier, « ManiaPlanet 2.0 now in alpha », sur VG24/7, 28 mai 2012.
11. 1 2  Infarctus, « Maniaplanet 2.0 + nouveaux blocs TM²! », sur Mania-Actu.com.
12. ↑  (en) Sky, « Maniaplanet 3 is available », sur Mania-Actu.com, 30 avril 2014.
13. ↑  daFrans, « Test Trackmania² Lagoon : Un standalone qui arrive bien trop tard sur PC », sur Jeuxvideo.com, 7 juin 2017.
14. ↑  Erwan Lafleuriel, « TrackMania 2 Stadium sur la piste de départ en vidéo », sur Gameblog, 20 juin 2013.
15. ↑  Joule, « Trackmania 2 joue son Valley », sur Factornews, 4 juillet 2013.
16. ↑  Maxime Chao, « TrackMania 2 Lagoon : un trailer qui va à 1000 à l'heure », sur JeuxActu, 23 mai 2017.
17. ↑  drloser, « Shootmania vient de sortir », sur NoFrag, 10 avril 2013.
18. ↑  (en) Dan Griliopoulos, « Hands On: Maniaplanet », sur Rock, Paper, Shotgun, 2 novembre 2012.
19. ↑  Fabien Pellegrini, « Test TrackMania² Lagoon : un épisode qui échoue aux portes du paradis ? », sur JeuxActu, 6 juin 2017.
20. ↑  (en) Mike Splechta, « Review: Trackmania 2 Stadium is the return of a fan favorite », sur GameZone, 2 août 2013.
21. ↑  (en) Dan Griliopoulos, « Hands On: Maniaplanet », sur Rock, Paper, Shotgun, 2 novembre 2012.
22. ↑  (en) John Bedford, « TrackMania 2: Canyon », sur Eurogamer, 20 septembre 2011.
23. 1 2  (en) Ashton Raze, « TrackMania 2: Canyon Review », sur GameSpot, 21 septembre 2011.
24. ↑  Rivaol, « Test Trackmania² : Canyon sur PC », sur Jeuxvideo.com, 16 septembre 2011.
25. ↑  (en) « TrackMania 2: Canyon review », sur Edge, 19 septembre 2011.
26. ↑  Le0ben, « Test : Trackmania² Canyon », sur Gamekult, 26 septembre 2011.